# Sổ bộ Địa danh Lịch sử Quốc gia Hoa Kỳ

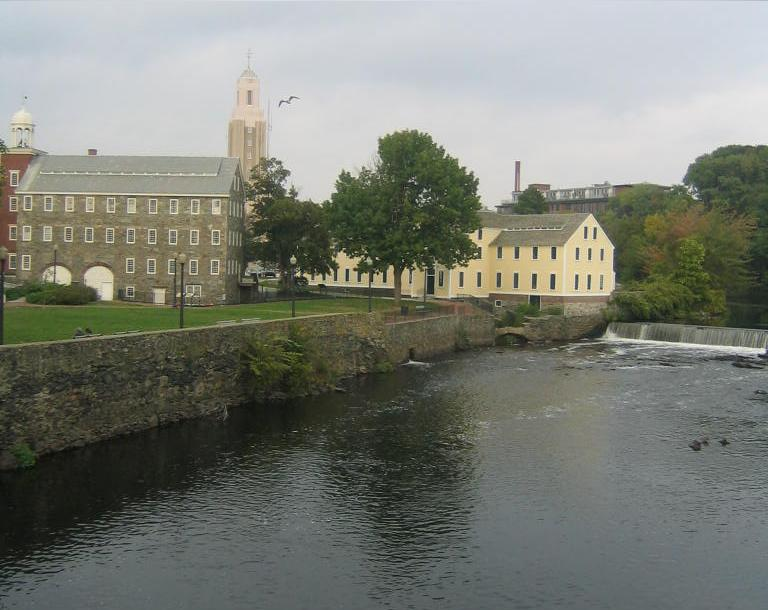
Old Slater Mill (nhà máy cổ Slater), một khu lịch sử nằm trong Pawtucket, Rhode Island, là tài sản đầu tiên được liệt kê trong Sổ bộ Địa danh Lịch sử Quốc gia ngày 13 tháng 11 năm 1966.

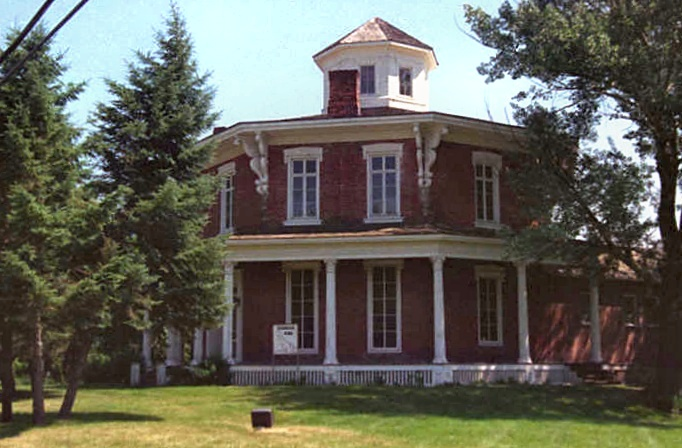
Loren Andrus Octagon House (nhà bát giác Loren Andrus) ở Washington, Michigan được liệt kê trong sổ bộ quốc gia từ ngày 3 tháng 9 năm 1971.

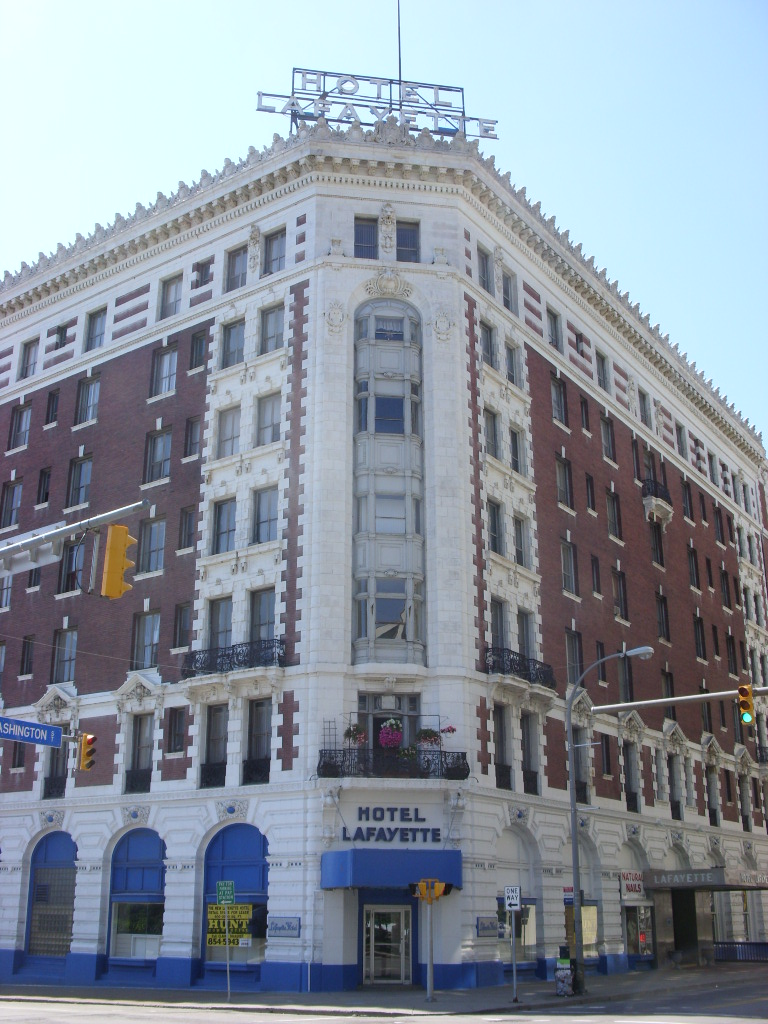
Khách sạn Lafayette của ông Trần Đình Trường tại Buffalo, New York được liệt kê trong sổ bộ quốc gia từ ngày 19 tháng 8 năm 2010

Sổ bộ Địa danh Lịch sử Quốc gia (tiếng Anh: National Register of Historic Places hay viết tắt là NRHP) là danh sách chính thức của Chính phủ Hoa Kỳ liệt kê các khu vực, địa danh, tòa nhà, công trình xây dựng, và hiện vật có giá trị đáng bảo tồn. Một tài sản được ghi vào sổ bộ quốc gia hay nằm trong Khu vực Đăng ký Lịch sử Quốc gia có thể hội đủ điều kiện được ưu đãi thuế cho toàn bộ giá trị chi tiêu được dùng vào mục đích bảo tồn tài sản này.
Việc thông qua Đạo luật Bảo tồn Lịch sử Quốc gia (National Historic Preservation Act of 1966) năm 1966 đã thiết lập ra sổ bộ quốc gia này và việc tiến hành đưa các tài sản vào sổ bộ. Trong khoảng 1 triệu tài sản nằm trong sổ bộ, có 80.000 được liệt kê riêng biệt. Phần còn lại là những tài sản phụ thuộc nằm trong các khu vực lịch sử. Mỗi năm có khoảng 30.000 tài sản được đưa vào sổ bộ quốc gia (có cả tài sản phụ thuộc từ các khu vực lịch sử và tài sản được liệt kê riêng biệt).
Phần lớn sổ bộ này đã và đang được Cục Công viên Quốc gia Hoa Kỳ, một cơ quan thuộc Bộ Nội vụ Hoa Kỳ quản lý. Mục đích của sổ bộ này là giúp các chủ nhân và nhóm lợi ích, ví dụ như Hội Ủy thác Bảo tồn Lịch sử Quốc gia, điều hợp, nhận dạng, và bảo vệ những nơi lịch sử tại Hoa Kỳ. Mặc dù những liệt kê trong sổ bộ quốc gia phần lớn mang tính biểu tượng nhưng việc công nhận chúng có giá trị sẽ tạo ra một số ưu đãi về tài chính cho các chủ nhân của những tài sản được liệt kê. Việc bảo vệ tài sản thì không được bảo đảm. Trong thời gian được đề nghị, tài sản sẽ được đánh giá theo bốn tiêu chuẩn để được liệt kê vào sổ bộ. Việc áp dụng những tiêu chuẩn này đã và đang là đề tài bị chỉ trích từ các giới khoa bảng lịch sử và bảo tồn cũng như công chúng và chính trị gia.
Đôi khi những nơi lịch sử nằm bên ngoài lãnh thổ quốc gia nhưng có liên quan đến Hoa Kỳ (Ví dụ như Đại sứ quán Hoa Kỳ tại Tangiers) cũng được liệt kê vào sổ bộ. Các tài sản được đề nghị liệt kê thuộc nhiều thể loại khác nhau trong đó có tài sản cá nhân, khu lịch sử, và nhóm tài sản có liên quan với nhau. Sổ bộ có năm thể loại tài sản như sau: khu, nơi (địa điểm), công trình xây dựng, tòa nhà và vật thể. Khu Sổ bộ Lịch sử Quốc gia (National Register Historic Districts) được định nghĩa là các khu vực địa lý có các tài sản có liên quan hay không liên quan. Một số tài sản được tự động đưa vào Sổ bộ Quốc gia khi chúng được Cục Công viên Quốc gia Hoa Kỳ quản lý. Những tài sản này gồm có Danh lam Lịch sử Quốc gia Hoa Kỳ (NHL), Địa danh Lịch sử Quốc gia Hoa Kỳ (NHS), Công viên Lịch sử Quốc gia Hoa Kỳ, Công viên Quân sự Quốc gia Hoa Kỳ/bãi chiến trường, Đài tưởng niệm Quốc gia Hoa Kỳ, và một số Tượng đài Quốc gia Hoa Kỳ.

## Lịch sử

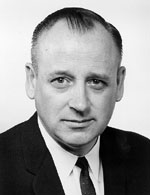
George B. Hartzog, Jr., Giám đốc Cục Công viên Quốc gia Hoa Kỳ từ 8 tháng 1 năm 1964 đến 31 tháng 12 năm 1972

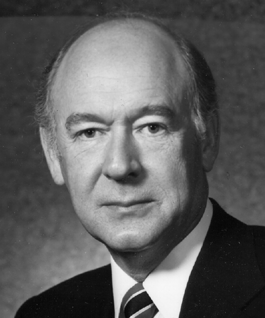
Bộ trưởng Nội vụ Hoa Kỳ (1977-1981) Cecil D. Andrus đưa Sổ bộ Địa danh Lịch sử Quốc gia ra khỏi thẩm quyền của Cục Công viên Quốc gia Hoa Kỳ năm 1978

Ngày 15 tháng 10 năm 1966, Đạo luật Bảo tồn Lịch sử cho ra đời Sổ bộ Địa danh Lịch sử Quốc gia và Văn phòng Bảo tồn Lịch sử Quốc gia (SHPO) tương xứng. Ban đầu, Sổ bộ này gồm có các Danh lam Lịch sử Quốc gia Hoa Kỳ đã được lập ra trước khi Sổ bộ này được lập cũng như bất cứ những địa danh lịch sử khác trong Hệ thống Công viên Quốc gia Hoa Kỳ. Việc thông qua đạo luật, được tu chính vào năm 1980 và 1992, cho thấy lần đầu tiên Hoa Kỳ có một chính sách bảo tồn lịch sử một cách sâu rộng. Đạo luật năm 1966 bắt buột các cơ quan này làm việc cùng với Văn phòng Bảo tồn Lịch sử và một cơ quan liên bang độc lập là Hội đồng Tư vấn Bảo tồn Lịch sử Hoa Kỳ (ACHP) để đối phó với những hậu quả bất lợi do các hoạt động bảo tồn lịch sử của liên bang có thể gây ra.
Để quản lý Sổ bộ Địa danh Lịch sử Quốc gia mới được lập, Cục Công viên Quốc gia Hoa Kỳ thuộc Bộ Nội vụ Hoa Kỳ đứng đầu bởi giám đốc George B. Hartzog, Jr. đã thiết lập ra một phân bộ hành chính có tên là Văn phòng Khảo cổ và Bảo tồn Lịch sử (OAHP). Hartzog charged OAHP with creating the National Register program mandated by the 1966 law. Ernest Connally was the Office's first director. Within OAHP new divisions were created to deal with the National Register. Phân bộ này quản lý một số các chương trình hiện có bao gồm Thị sát Địa danh Lịch sử và Thị sát Dinh thự Lịch sử Mỹ cũng như Sổ bộ Địa danh Lịch sử Quốc gia mới lập ra và Quỹ Bảo tồn Lịch sử Hoa Kỳ.
Người trông coi Sổ bộ Địa danh Lịch sử đầu tiên là William J. Murtagh, một sử gia về kiến trúc. Trong những năm đầu tiên của Sổ bộ Địa danh vào cuối thập niên 1960 và đầu thập niên 1970, tổ chức thì lỏng lẻo và Văn phòng Bảo tồn Lịch sử Quốc gia thì nhỏ, không đủ nhân viên làm việc, và luôn thiếu hụt tài chính. Tuy nhiên, quỹ vẫn được cung cấp cho Quỹ Bảo tồn Lịch sử để trợ giúp những chủ sở hữu các tài sản được liệt kê vào sổ bộ, đầu tiên là cho các nhà bảo tàng nhỏ và các tòa nhà, nhưng sau đó cũng dành cho các công trình xây dựng thương mại.
Vài năm sau đó vào năm 1979, các chương trình lịch sử của Cục Công viên Quốc gia, chi nhánh phụ thuộc của cả hệ thống Công viên Quốc gia Hoa Kỳ và Sổ bộ Địa danh Lịch sử Quốc gia được chính thức phân chia thành hai "Ban Hỗ trợ". Ban Hỗ trợ Khảo cổ và Bảo tồn Lịch sử cũng như Ban Hỗ trợ Bảo tồn Công viên Lịch sử được thành lập. Từ 1978 đến 1981, cơ quan chính đặc trách Sổ bộ Địa danh là Cục giải trí và Bảo tồn Di sản Hoa Kỳ (HCRS) thuộc Bộ Nội vụ Hoa Kỳ.
Tháng 2 năm 1983, hai ban hỗ trợ nhập lại để tăng tính hữu hiệu và công nhận sự liên phụ thuộc của các chương trình. Jerry L. Rogers được chọn để điều hành ban hỗ trợ mới thành lập. Ông được diễn tả là một nhà quản lý tài năng.
Tuy không được diễn tả chi tiết trong đạo luật năm 1966 nhưng Văn phòng Bảo tồn Lịch sử Quốc gia Hoa Kỳ dần dần trở nên cần thiết cho tiến trình liệt kê các tài sản vào Sổ bộ Địa danh Lịch sử Quốc gia. Các tu chính án của đạo luật năm 1980 đã định nghĩa thêm những trách nhiệm của Văn phòng Bảo tồn Lịch sử Quốc gia đối với những gì có liên quan đến sổ bộ địa danh lịch sử. Một số tu chính án của Đạo luật Bảo tồn Lịch sử Quốc gia năm 1992 đã thêm một thể loại vào sổ bộ với tên gọi là Những tài sản Văn hóa Truyền thống: đó là những tài sản có liên quan đến những nhóm dân tộc bản thổ Mỹ và Hawaii.
Sổ bộ Địa danh Lịch sử Quốc gia Hoa Kỳ phát triển đáng kể từ khi được lập vào năm 1966. Năm 1986, các công dân và các nhóm đã đề cử 3.623 tài sản riêng biệt, các địa danh, và khu vực vào sổ bộ quốc gia, tổng cộng có khoảng 75.000 tài sản riêng biệt. Trong số hơn 1 triệu tài sản trên sổ bộ, có 80.000 được liệt kê riêng biệt. Những tài sản khác được liệt kê như những tài sản có liên quan nằm trong các khu vực lịch sử.

## Ưu đãi cho chủ tài sản
Các tài sản sẽ không được bảo vệ với bất cứ hình thức nghiêm ngặc nào khi được liệt kê vào sổ bộ của liên bang. Các tiểu bang và các cơ quan đặc trách địa phương có thể hay không chọn cách bảo vệ những địa danh lịch sử được liệt kê. Việc bảo vệ gián tiếp là có thể thực hiện bởi tiểu bang và những quy định của địa phương về việc phát triển các tài sản được ghi vào sổ bộ quốc gia và bởi các ưu đãi thuế.
Cho đến năm 1976, các ưu đãi thuế liên bang dành cho các tòa nhà nằm trong sổ bộ quốc gia là gần như không có. Trước năm 1976 mã thuế liên bang ưu tiên dành cho các công trình xây dựng mới hơn là dành cho việc sử dụng lại những cái củ, đôi khi là những công trình xây dựng có giá trị lịch sử. Năm 1976, mã thuế được thay đổi để cung cấp ưu đãi thuế nhằm khuyến khích việc bảo tồn những tài sản lịch sử đang được sử dụng để sinh lợi tức. Cục Công viên Quốc gia Hoa Kỳ được trao trách nhiệm bảo đảm rằng chỉ những trùng tu nào bảo tồn được nét lịch sử của một tòa nhà thì mới được ưu đãi thuế liên bang. Một công trình trùng tu hội đủ tiêu chuẩn là một công trình mà Cục Công viên Quốc gia nhận thấy nó phù hợp với những tiêu chuẩn trùng tu được Bộ trưởng Nội vụ Hoa Kỳ ấn định. Các tài sản và địa danh được liệt kê trong sổ bộ cũng như những gì nằm bên trong hay những gì đóng vai trò làm nổi bật những khu danh lam lịch sử quốc gia đều hội đủ tiêu chuẩn để nhận được sử ưu đãi về thuế liên bang.

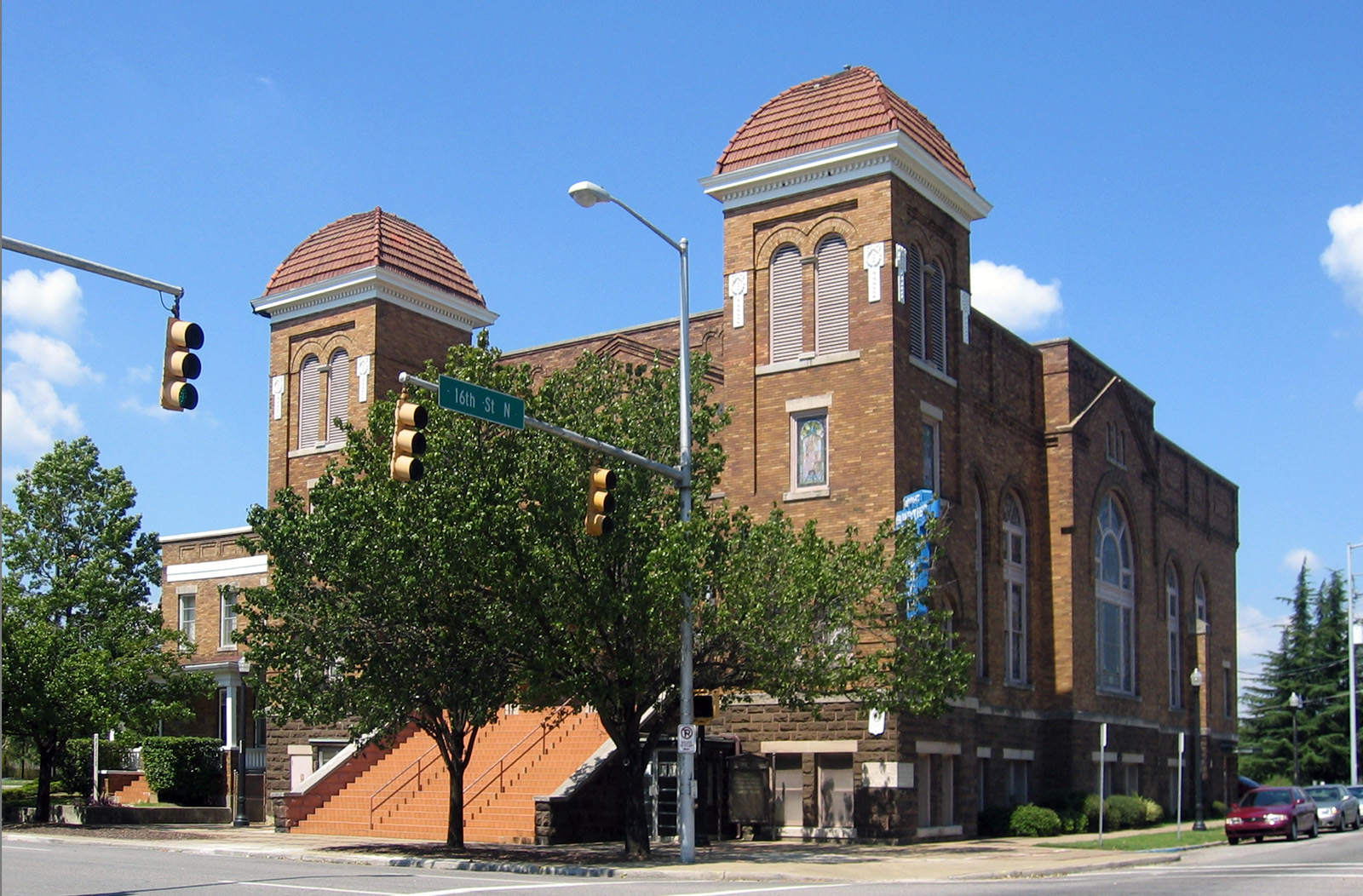
Nhà thờ Baptist trên Phố 16 tại Birmingham, Alabama nhận được quỹ bảo tồn từ chính phủ liên bang năm 2006.

Những chủ nhân của các tài sản sinh lợi nhuận được liệt kê riêng biệt trong sổ bộ quốc gia hay từ những tài sản phụ thuộc nằm trong các khu lịch sử quốc gia có thể đủ tiêu chuẩn được trừ 20% thuế đầu tư cho việc trùng tu công trình xây dựng lịch sử. Trùng tu có thể là cho mục đích làm nơi cư ngụ, công nghiệp, thương mại hay cho thuê. Chương trình ưu đãi thuế được điều hành bởi Chương trình Ưu đãi Thuế cho việc Bảo tồn Lịch sử Liên bang. Chương trình này được liên kết điều hành bởi Cục Công viên Quốc gia Hoa Kỳ, các văn phòng bảo tồn lịch sử của các tiểu bang, và Cục Thuế vụ Hoa Kỳ. Ngoài việc trừ 20% tiền thuế, chương trình ưu đãi thuế còn trừ 10% tiền thuế cho các chủ nhân để trùng tu các tòa nhà mà không phải làm nơi cư ngụ, và chúng phải được xây cất trước năm 1936.
Một số chủ nhân tài sản có thể hội đủ điều kiện để được tiền quỹ trợ giúp, ví dụ như tiền trợ giúp có tên "Save America's Treasures" được áp dụng đặc biệt cho các tài sản được liệt kê trong sổ bộ quốc gia và được công nhận là Danh lam Lịch sử Quốc gia Hoa Kỳ.

## Tiến trình đề cử vào sổ bộ
| “                         | Qua đây xin tuyên bố rằng đây là chính sách của chính phủ Hoa Kỳ rằng việc nỗ lực đặc biệt cần được thực hiện để bảo tồn nét đẹp tự nhiên của những vùng đất dành cho giải trí, đất công viên và đất miền quê, những khu lịch sử, và những nơi trú ẩn cho loài vật hoang dã và chim muôn. | ” |
| — (49 Bộ luật Hoa Kỳ 303) | |   |

 Bất cứ cá nhân nào cũng có thể đề cử một tài sản nào đó vào sổ bộ quốc gia mặc dù các sử gia và những nhà tư vấn bảo tồn lịch sử thường hay được yêu cầu làm công việc này. Việc đề cử cần có một mẫu đơn đề cử chuẩn và phải có những thông tin cơ bản về hình dáng thể chất của tài sản đó và kiểu nổi bật gì của tòa nhà hay công trình xây dựng, vật thể, địa điểm hay khu vực. Văn phòng Bảo tồn Lịch sử là nơi nhận đề cử và sẽ phản hồi lại cá nhân hay nhóm. Sau khi tiến hành xem xét sơ khởi, Văn phòng Bảo tồn sẽ gởi từng đề cử đến ủy ban duyệt xét lịch sử của tiểu bang. Tại đây, Ủy ban sẽ đề nghị với Văn phòng Bảo tồn Lịch sử là có nên gởi đề cử đó đến người giữ Sổ bộ Quốc gia hay không. Đối với bất cứ tài sản nào không phải của liên bang làm chủ, chỉ có Văn phòng Bảo tồn Lịch sử mới có quyền chính thức đề cử một tài sản vào Sổ bộ Quốc gia. Sau khi đề cử được đề nghị được liệt kê trong Sổ bộ Quốc gia bởi Văn phòng Bảo tồn Lịch sử, đề cử đó sẽ được gởi đến Cục Công viên Quốc gia để được xét duyệt chấp thuận hay từ chối. Nếu được chấp thuận thì tài sản đó được chính thức liệt kê vào Sổ bộ Địa danh Lịch sử Quốc gia. Chủ nhân của tài sản sẽ được thông báo về việc đề cử trong thời gian Văn phòng Bảo tồn Lịch sử và ủy ban duyệt xét lịch sử tiểu bang xem xé. Nếu một chủ nhân phản đối việc đề cử một tài sản tư nhân hay đa số chủ nhân trong trường hợp một khu lịch sử thì tài sản này không thể được liệt kê vào Sổ bộ.

### Tiêu chuẩn

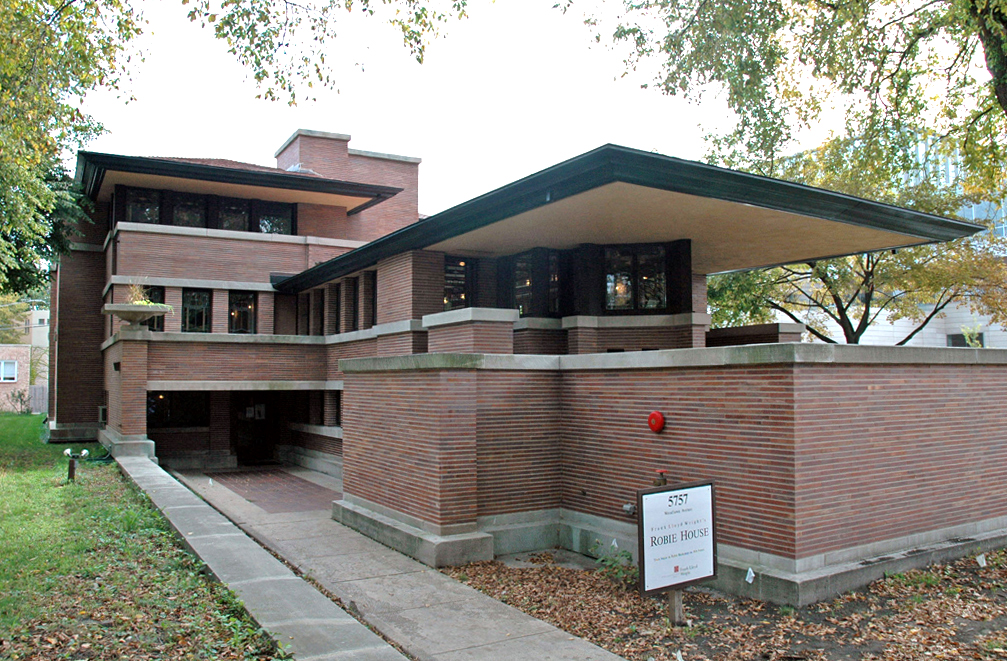
Ngôi nhà Robie, được Frank Lloyd Wright thiết kế, là một ví dụ về một tài sản được liệt kê dựa trên tiêu chuẩn.

Để một tài sản được liệt kê vào Sổ bộ, tài sản này phải hội đủ ít nhất một trong bốn tiêu chuẩn chính của Sổ bộ. Thông tin về kiểu kiến trúc liên quan với nhiều khía cạnh khác nhau của lịch sử xã hội và thương mại, và chủ nhân của nó là tất cả những phần không thể thiếu khi đề cử. Mỗi đề cử phải gồm có một đoạn dẫn chuyện cung cấp đầy đủ chí tiết về thể chất của tài sản và phải cho biết lý do tại sao nó có giá trị lịch sử đối với địa phương, tiểu bang hay quốc gia. Bốn tiêu chuẩn đó là.
- Tiêu chuẩn A, "Sự kiện", tài sản phải góp một phần chính yếu đối với lịch sử Mỹ.
- Tiêu chuẩn B, "Nhân vật", có liên quan đến những con người nổi bật trong qua khứ của Mỹ.
- Tiêu chuẩn C, "Thiết kế/Xây dựng", liên quan đến những nét độc đáo của tòa nhà hay công trình xây dựng vì kiểu kiến trúc hay kiểu xây dựng của nó bao gồm giá trị nghệ thuật vĩ đại hay là một công trình của một bật thầy.
- Tiêu chuẩn D, "Tiềm năng thông tin", được đáp ứng nếu tài sản này bộc lộ được thông tin quan trọng về tiền sử hay lịch sử.[19]

Tiêu chuẩn được áp dụng khác nhau đối với các loại tài sản khác nhau; Ví dụ tài sản biển có các chuẩn mực hướng dẫn áp dụng khác nhau so với những tòa nhà.